# Фредериктаун (Мисури)
Фредериктаун (енгл. Fredericktown) град је у америчкој савезној држави Мисури.

## Демографија
По попису из 2010. године број становника је 3.985, што је 57 (1,5%) становника више него 2000. године.
| Група             | 2000.         | 2010.         |
| Белци             | 3.821 (97,3%) | 3.819 (95,8%) |
| Афроамериканци    | 8 (0,2%)      | 11 (0,3%)     |
| Азијати           | 23 (0,6%)     | 23 (0,6%)     |
| Хиспаноамериканци | 27 (0,7%)     | 73 (1,8%)     |
| Укупно            | 3.928         | 3.985         |